# Magoar
Magoar är en kommun i departementet Côtes-d'Armor i regionen Bretagne i nordvästra Frankrike. Kommunen ligger i kantonen Bourbriac som tillhör arrondissementet Guingamp. År 2022 hade Magoar 75 invånare.

## Befolkningsutveckling
Antalet invånare i kommunen Magoar
Referens:INSEE